# Live at the Rainbow
Live at the Rainbow je živá videonahrávka heavy metalové skupiny Iron Maiden, nahraná 21. prosince 1980 a vydaná roku 1981. Bylo to první video skupiny a jedna z prvních živých videonahrávek ve formátu VHS a také ve vyšší kvalitě BETA (pouze v Japonsku) a jeden z prvních koncertů kapely s kytaristou Adrianem Smithem. Nahravká také obsahuje prvotní verzi skladby „Killers“ s odlišným textem oproti té, která byla nahrána a vydána na album Killers o rok později.

## Seznam skladeb
| Pořadí | Název                | Délka |
| ------ | -------------------- | ----- |
| 1.     | Ides of March        |       |
| 2.     | Wrathchild           |       |
| 3.     | Killers              |       |
| 4.     | Remember Tomorrow    |       |
| 5.     | Transylvania         |       |
| 6.     | Phantom of the Opera |       |
| 7.     | Iron Maiden          |       |

## Sestava
- Paul Di'Anno – zpěv
- Dave Murray – kytara
- Adrian Smith – kytara
- Steve Harris – baskytara
- Clive Burr – bicí